# Pachycraerus alluaudi
Pachycraerus alluaudi är en skalbaggsart som först beskrevs av Sylvain Auguste de Marseul 1888.  Pachycraerus alluaudi ingår i släktet Pachycraerus och familjen stumpbaggar. Inga underarter finns listade i Catalogue of Life.